# Thalassemie
Thalassemie is een erfelijke ziekte waarbij de rode bloedkleurstof (hemoglobine) niet goed wordt aangemaakt. Het lichaam herkent de verkeerde rode bloedcellen niet en vernietigt ze. Daardoor treedt er een chronische bloedarmoede op. De ziekte is autosomaal recessief.
Thalassemie komt net als sikkelcelziekte voornamelijk voor bij mensen die (oorspronkelijk) afkomstig zijn uit het Middellandse Zeegebied, het Midden-Oosten, delen van Azië (India, Indonesië) en Afrika. De afwijking is een van de frequentst aangeboren ziekten van de mens, waarbij in sommige regio's rond de Middellandse Zee tot 30% van de bevolking drager is van deze genetische aandoening (θάλασσα - thalassa is Grieks voor zee). 
Dragerschap noemt men mineure thalassemie. Deze dragers zijn niet ziek en hebben een normale levensverwachting. Wanneer er geen functionele hemoglobine meer kan worden gemaakt, spreekt men van majeure thalassemie. De gemiddelde levensverwachting bedraagt minder dan 40 jaar. Vaak hebben thalassemiepatiënten skeletafwijkingen en kunnen zij op den duur last krijgen van ijzerstapelingsziekte als gevolg van bloedtransfusies.

## Vormen
Er zijn verschillende vormen van thalassemie. Het meeste komen voor α-thalassemie en β-thalassemie, met ieder hun eigen karakteristieken. Hemoglobine is opgebouwd uit twee dimeren met elk een alfa- en een bètaketen (2 alfa- en 2 bètaketens in totaal), alpha-globuline en beta-globuline 

### Alpha-thalassemie
Ieder mens heeft vier genen voor het aanmaken van alpha-globuline. Afhankelijk van het aantal defecte genen ontstaat α-thalassemie in verschillende vormen.
- Type 1 alpha-thalassemie. Dit ontstaat als twee van de vier genen defect zijn. Hierdoor worden de rode bloedcellen iets kleiner dan normaal en er treedt een milde bloedarmoede op
- Type 2 alpha-thalassemie treedt op als 1 van de 4 alpha-globuline genen defect is. Deze mensen zijn slechts dragers van de ziekten en hebben zelf geen klachten.
- HbH treedt op als 3 van de 4 alpha-globuline genen defect zijn. De ziekte die dan optreedt lijkt sterkt op bèta-thalassemie intermedia: vergrote milt, galstenen met soms geelzucht, chronische open wonden aan de benen. Bloedtransfusies kunnen nodig zijn ter behandeling
- Alpha-thalassemie major treedt op als alle vier alpha-globuline genen defect zijn. Deze vorm is direct dodelijk, baby's met deze defecten  sterven al vóór of kort na de geboorte.

### Bèta-thalassemie
Ieder mens heeft twee genen voor het aanmaken van beta-globuline. Er bestaan twee types:
- Bèta-thalassemie-trait treedt op als een van de twee genen defect is. Patiënten hebben een milde bloedarmoede.
- Als beide genen defect zijn, kan milde tot ernstige bloedarmoede optreden, aangeduid met bèta-thalassemie-intermedia resp. bèta-thalassemie-major. Deze laatste wordt ook Cooley's anemie genoemd.

Bij β-thalassemie ontbreken de bètaketens. Alfaketens vormen bijgevolg onoplosbare aggregaten in het bloed. β-thalassemie komt meer voor dan alfa.

### Overige vormen
- Delta-thalassemie-trait: een defect delta-globuline gen en delta-thalassemie-major: twee defecte delta-globuline genen. Deze vormen komen het meest voor bij de Chinese en Thaise bevolking, maar ook in in Italië en Griekenland.[2]
- Epsilon-bèta-thalassemie: 1 of 2 defecte bèta-globuline genen met afwijkend hemoglobine (HBE). Ook daar zijn drie vormen van mogelijk.
- Sikkelcel-bèta-thalassemie: 1 defect bèta-globuline gen en daarbij afwijkend hemoglobine (HBS)

## Behandeling
Er wordt slechts behandeld bij majeure thalassemie. De behandeling berust op het op peil houden van de rode bloedcellen door middel van bloedtransfusies. Men behoudt doorgaans een hoog hemoglobinegehalte (> 10 mg/dl). Op deze manier onderdrukt men de eigen (foutieve) bloedaanmaak. Soms wordt er op jonge leeftijd een beenmergtransplantatie overwogen.
De Britse geneesmiddelenautoriteit MHRA gaf in 2023 toestemming voor een behandeling met de CRISP-cras9 techniek tegen twee ziekten van het bloed: waaronder bèta-thalassemie.